# Arkadikos BC
L'Arkadikos BC è una società cestistica avente sede a Tripoli, in Grecia. Fondata nel 1976, gioca nel campionato greco. Nel 2015, la squadra biancoblu ha giocato la sua prima partita nella A1 contro AENK. Arkadikos è la prima squadra di Tripoli che ha partecipato nella categoria più alta della pallacanestro in Grecia.